# Las Muñecas
Las Muñecas es una localidad española del municipio de Valderrueda, en la provincia de León, comunidad autónoma de Castilla y León.
La iglesia está dedicada a El Salvador.

## Localidades limítrofes
Confina con las siguientes localidades:
- Al norte con La Red de Valdetuéjar.
- Al sureste con Villalmonte.
- Al sur con El Otero de Valdetuéjar.
- Al suroeste con La Mata de Monteagudo.
- Al noroeste con Ferreras del Puerto.

## Demografía
Evolución de la población
| Gráfica de evolución demográfica de Las Muñecas entre 2000 y 2017  |
|                                                                    |
| Población de derecho (2000-2017) según el padrón municipal del INE |

## Historia
Así se describe a Las Muñecas en el tomo XI del Diccionario geográfico-estadístico-histórico de España y sus posesiones de Ultramar, obra impulsada por Pascual Madoz a mediados del siglo XIX:

Lugar en la provincia y diócesis de León, partido judicial de Riaño, audiencia territorial y capitanía general de Valladolid, ayuntamiento de Renedo. Situado a la falda de los cerros que bajan del puerto del Pando; su clima es frío pero sano. Tiene unas 36 casas, escuela de primeras letras por temporada; iglesia parroquial (Santa Eulalia), servida por un cura de ingreso y presentación particular, y buenas aguas potables. Confina N La Red; E Caminayo; S Renedo y O Ferreras. El terreno es de buena y mediana calidad, y le fertilizan las aguas del Cea. Los caminos son locales, excepto el que dirige a Asturias. Producciones: granos, legumbres, lino, pastos, cáñamo; cría ganados, caza de varios animales y alguna pesca. Población: 30 vecinos, 131 almas. Contribución: con el ayuntamiento.
Diccionario geográfico-estadístico-histórico de España y sus posesiones de Ultramar